# Tudor Chirilă
Tudor Chirilă (n. 28 mai 1974, București) este un actor, muzician, compozitor, producător și critic politic român. 
A fost solistul formației Vama Veche, apoi a fondat formația Vama. Ca actor, a jucat în numeroase filme de scurt și lung-metraj și a interpretat roluri de referință în spectacolele de teatru ale unora dintre cei mai importanți regizori români.  
În 2012, a publicat prima sa carte, “Exerciții de echilibru”, care a reunit o selecție a celor mai bune texte de pe blogul personal: www.tudorchirila.blogspot.com .
În 2014, a devenit antrenor la Vocea României, alături de Loredana Groza, Smiley și Marius Moga.
De-a lungul timpului, Tudor Chirilă s-a implicat în numeroase campanii sociale. În 2005, a fost inițiatorul campaniei “Live pentru viață”, prin care s-au strâns donații pentru sinistrați . 
A susținut campania de strângere de fonduri pentru copiii bolnavi de cancer "Nu mă ignora", inițiată de Asociația Salvează Vieți. . 
Alături de "Agenția de Vise", compania sa de management și booking artistic, a derulat foarte multe proiecte cu impact social și cultural, printre care “Chirilă în licee” - turneu de mentorship în liceele din București, “Cruciada Culturii”, “Premiile Ioan Chirilă” etc,

## Biografia
Tudor Chirilă s-a născut în București pe 28 mai 1974. Este fiul gazetarului sportiv Ioan Chirilă și al actriței și regizoarei Iarina Demian și fratele antrenorului de fotbal Ionuț Chirilă. 
A absolvit Colegiul Național “Ion Neculce” din București.
A absolvit clasa profesorului Florin Zamfirescu la Academia de Teatru și Film (UNATC), București, secția Actorie, în anul 1996.

## Cooptarea artistului în cadrul unei producții de animație produsă de Warner Bros. Pictures
Artistul și antrenorul de la Vocea României, a fost ales de Warner Bros Animation să interpreteze varianta în limba română a Jokerului, interpretul putând astfel să își îmbunătățească abilitățile actoricești la prima experiență de acest tip.

## Actor

### Film
A debutat în 1994 cu un rol de figurație în “Nobody’s children”. În 1999, a jucat rolul unui refugiat din fosta Iugoslavie în pelicula austriacă "Nordrand” regizată de Barbara Albert. În 2001, Tudor Chirilă a fost o vedetă invitată într-un episod al seriei nemțești “Kommissar Rex”, interpretând rolul lui Dimitrij. În 2004, a filmat pentru “Milionari de weekend”, film românesc în regia lui Cătălin Saizescu, alături de Andi Vasluianu, Maria Dinulescu și Mihai Bendeac . Tudor Chirilă a jucat rolul lui Godzi, un tânăr care, forțat de circumstanțe este, complicele unui furt. Doi ani mai târziu a jucat în filmul lui Tudor Giurgiu, "Legături bolnăvicioase", alături de Maria Popistașu și Ioana Barbu. Între 2006 și 2012 a filmat mai multe scurtmetraje românești printre care “Eu sunt eu” în regia Monicăi Istrate și “Love Marketing” în regia lui Andrei Sota, după un scenariu propriu. 
În 2014 a avut premiera pelicula grecească regizată de Yorgos Tsemberopoulos, “The Enemy Within” (“O ehthros mou”), în care Tudor Chirilă a jucat rolul unui șef de bandă de spărgători. În același an a fost lansat scurtmetrajul"The Couch" filmat cu un an în urmă în Marea Britanie și regizat de Emre Kayiș. 
Filmografie
| Film                         | Regizor               | Țară                     | An   |
| ---------------------------- | --------------------- | ------------------------ | ---- |
| "Nordrand"                   | Barbara Albert        | Austria-Germania-Elveția | 1999 |
| "Shapeshifter"               | Cristian Andrei       | România                  | 1999 |
| "Komissar Rex"               | Michael Riebl         | Austria                  | 2001 |
| Milionari de weekend         | Cătălin Saizescu      | România                  | 2004 |
| "Legături bolnăvicioase"     | Tudor Giurgiu         | România                  | 2006 |
| "The Love Marketing" (short) | Andrei Sota           | România                  | 2008 |
| "Eu sunt eu" (short)         | Monica Istrate        | România                  | 2009 |
| "The Couch" (short)          | Emre Kayiș            | Marea Britanie           | 2014 |
| "The Enemy Within"           | Yorgos Tsemberopoulos | Grecia                   | 2014 |
| "Live"                       | Vlad Păunescu         | România                  | 2015 |

### Teatru
De-a lungul timpului, Tudor Chirilă a colaborat cu valoroși regizori români de teatru, printre care Alexandru Tocilescu, Alexandru Darie, Alexandru Dabija, Iarina Demian, Gelu Colceag, Horațiu Mălăele. A debutat în anul 1995, cu “Trupa pe butoaie”, proiectul UNITER de teatru itinerant coordonat de regizorul Victor Ioan Frunză. 
Din anul 1996 face parte din trupa Teatrului de Comedie.
În 2004 a caștigat un premiu UNITER pentru rolul Malvolio din “A douăsprezecea noapte” de William Shakespeare, în regia lui Gelu Colceag, fiind cel mai tânăr actor care a obținut această distincție până în acel moment .
Roluri în teatru:
| Rol                        | Spectacol                                                                      | Regizor             | Teatru             | An   |
| -------------------------- | ------------------------------------------------------------------------------ | ------------------- | ------------------ | ---- |
| Tartuffe                   | "Tartuffe"                                                                     | László Bocsárdi     | Teatrul de Comedie | 2014 |
| Stephen                    | "Coada"                                                                        | Iarina Demian       | Teatrul Bulandra   | 2014 |
| Dirijorul, Soțul, John     | "O lume pe dos"                                                                | Iarina Demian       | Teatrul de Comedie | 2010 |
| Sergent Toomey             | "Biloxi Blues"                                                                 | Iarina Demian       | Teatrul de Comedie | 2007 |
| Axenti Ivanovici Popriscin | "Ferdinand al VIII-lea, Regele Spaniei"                                        | Iarina Demian       | Teatrul de Comedie | 2006 |
| Charles                    | "Chirița of Bârzoieni"                                                         | Iarina Demian       | Teatrul de Comedie | 2004 |
| Malvolio                   | "A douăsprezecea noapte"                                                       | Gelu Colceag        | Teatrul de Comedie | 2003 |
| Stanley                    | A fost odată în Brooklyn                                                       | Iarina Demian       | Teatrul de Comedie | 2002 |
| Jonathan                   | "O tată, sărmane tată, mama te-a spânzurat în dulap, iar eu sunt foarte trist" | Iarina Demian       | Teatrul de Comedie | 2000 |
| Adraste                    | "Iluzia comică"                                                                | Alexandru Darie     | Teatrul de Comedie | 1999 |
| Baltasar                   | "Comedia erorilor"                                                             | Alexandru Dabija    | Teatrul de Comedie | 1999 |
| Vicontele Achille          | "Pălăria"                                                                      | Horațiu Mălăele     | Teatrul de Comedie | 1997 |
| Fiul                       | "Trei femei înalte"                                                            | Vlad Massaci        | Teatrul de Comedie | 1996 |
| Spirt                      | "Mireasa mută"                                                                 | Alexandru Tocilescu | Teatrul de Comedie | 1995 |

## Muzică
Tudor Chirilă este solistul și co-fondatorul formațiilor Vama Veche și Vama. De-a lungul carierei a susținut concerte live în fața a milioane de spectactori și a urcat pe scena mai multor festivaluri importante precum Peninsula, BestFest, Cerbul de Aur, Folk You, Coke Live Festival.

### Vama Veche
În 1996, Tudor Chirilă fondează formația Vama Veche împreună cu Traian Bălănescu și Liviu Mănescu. Trupa debutează cu albumul “Nu am chef azi” (1998), urmat de “Vama Veche” (1999), maxi single-ul “Nu ne mai trageți pe dreapta” (2000), “Am să mă întorc bărbat” (2002), “Best of Vama Veche” (2005) și “Fericire în rate” (2006).

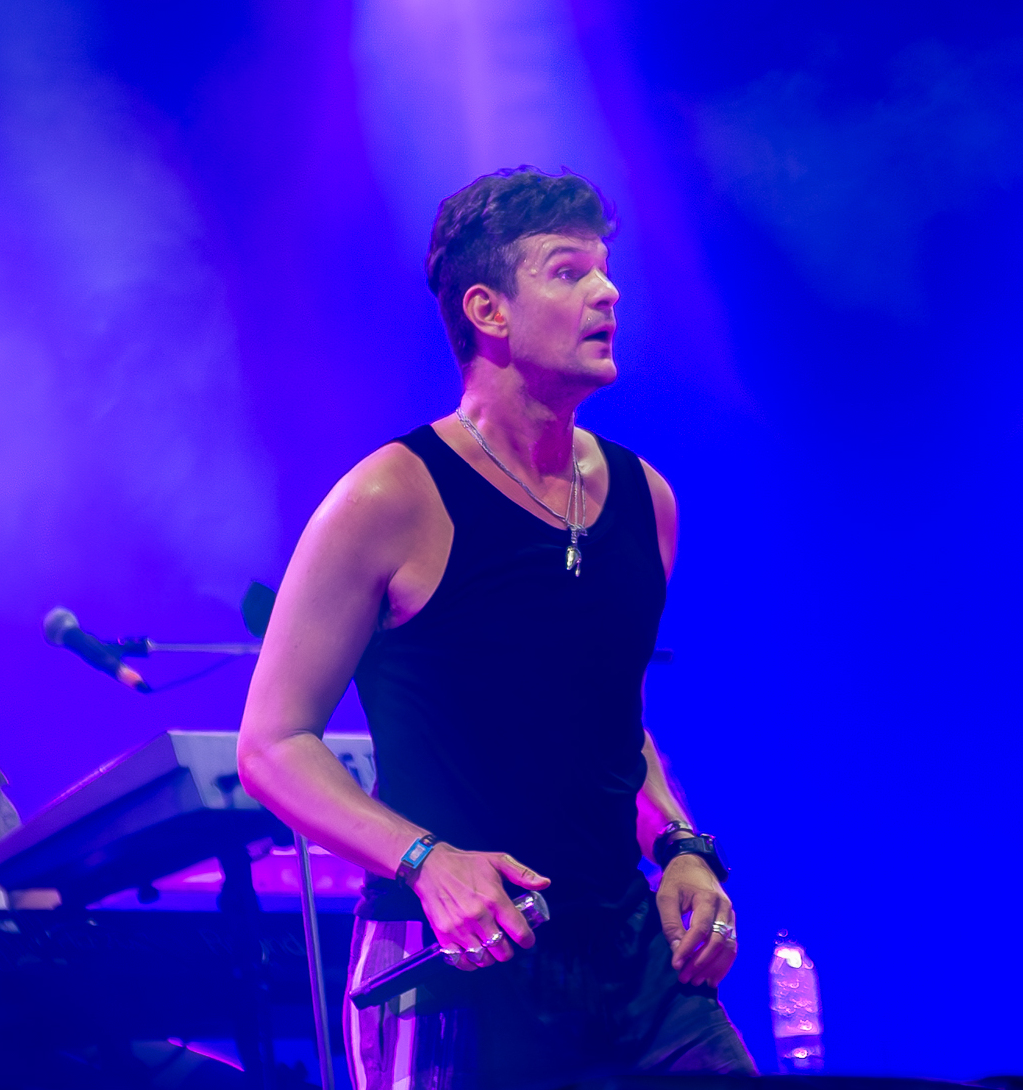
Tudor Chirilă la Untold 2024

În 2003, la Teatrul Național din București se pune în scenă “Am să mă întorc bărbat”,  prima operă rock românească, din România post revoluționară.
Printre cele mai cunoscute hituri ale formației se numără Nu am chef azi, Vara asta, Epilog, La radio, 18 ani, Vama Veche, Nu ne mai trageți pe dreapta, Hotel Cișmigiu, Zmeul. În 2006 membrii trupei se despart, iar Tudor Chirilă, împreună cu Eugen Caminschi (chitară) fondează o nouă formație: Vama.

### Vama
Celor doi li se alătură Lucian Cioargă (tobe), Dan Opriș (chitară bas)  și Raul Kusak (clape), cel din urmă fiind înlocuit în 2009 cu Gelu Ionescu. În 2007 apare primul single - “Bed for love”, iar un an mai târziu Vama lansează primul album - “Vama” - în cadrul unui show la Arenele Romane din București în fața a 5000 de oameni. Printre single-urile de pe album se mai numără “Pe sârmă”, “Suflet normal”, “Dumnezeu nu apare la știri” și “E plin de fete/Sâmbătă seara”.
Următorul album, “2012”, se lansează pe 28 mai 2012 la Sala Palatului. Printre cele mai cunoscute piese de pe album sunt “Copilul care aleargă către mare”, “Fata în boxeri și în tricoul alb”, “Post iubire”, “Cântec de găsit”.
Tudor Chirilă scrie scenariul videoclipului “Copilul care aleargă către mare”, pe care îl și regizează în 2011. În rolul regelui îl distribuie pe maestrul Victor Rebengiuc, aflat la prima apariție într-un clip muzical.

### Muzică de teatru
De-a lungul timpului, Tudor Chirilă a semnat ilustrația muzicală pentru mai multe spectacole de teatru:
"Trei femei înalte", de Eduard Albee în regia lui Vlad Massaci (1997)
"O, tată, sărmane tată, mama te-a spânzurat în dulap iar eu sunt foarte trist", de Arthur Kopit în regia Iarinei Demian (2000)
"A fost odată în Brooklyn", de Neil Simon în regia Iarinei Demian (2002)
"Chirița of Bârzoieni", în regia și adaptarea Iarinei Demian, după un text de Vasile Alecsandri (2004) – Tudor Chirilă a compus muzica împreună cu Gelu Ionescu
"O lume pe dos", în regia Iarinei Demian (2010)
"Prizonierul din Manhattan", în regia Iarinei Demian (2012)

## Blog
Inițial, www.tudorchirila.blogspot.com a fost un spațiu virtual dedicat pasiunii lui Tudor Chirilă pentru fotografie. În 2007 a publicat textul "Rolling Stones, Smaranda, Luca. Muzica capitalistă", care a fost  preluat de cotidianul Jurnalul Național , ceea ce l-a determinat pe Tudor Chirilă să scrie din ce în ce mai frecvent. În timp, a devenit unul dintre cele mai accesate bloguri românești, unde aproape zilnic Tudor Chirilă publică gânduri, idei, eseuri, file de jurnal, poezii și proză.  De-a lungul timpului, textele de pe blog au fost preluate de presă, de alți bloggeri și de cititori. „Scrisoare către liceeni” este unul dintre textele cu mii de accesări online și cu un impact mare asupra tinerilor.

## Exerciții de echilibru
În 2012 Tudor Chirilă decide să adune cele mai valoroase texte publicate de-a lungul timpului pe blogul personal în prima sa carte - “Exerciții de echilibru”. Fragmente de proză, eseuri, poezii, pamflete, texte de opinie și file de jurnal – toate au fost adunate în cele 385 de pagini ale cărții, a cărei prefață este semnată de Cătălin Tolontan.
Lansarea a avut loc în noiembrie 2012 în cadrul Târgului Internațional de Carte Gaudeamus din București, cu participarea unor invitați speciali precum Cristian Tudor Popescu și Florin Iaru. “Exerciții de echilibru” a devenit în scurt timp un best-seller, peste 20.000 de exemplare fiind vândute în mai puțin de un an de la lansare.

## Vocea României
În 2014, Tudor Chirilă a devenit cel de-al patrulea jurat la Vocea României, show-ul celor mai bune voci, produs și difuzat de PRO TV.  Artistul a întregit echipa antrenorilor Vocea României, alăturându-li-se Loredanei, lui Marius Moga și Smiley în cel de-al patrulea sezon al competiției.“Îmi place ideea că aș putea să împărtășesc câte ceva din experiența mea unor oameni care vor să reușească în muzică. În al doilea rând, sper ca prezența mea în acest show va aduce mai mult în atenția publicului muzica pop-rock, care în momentul de față nu beneficiază de expunerea pe care o merită. Cred că în muzica rock există multă energie și libertate, și cred că Vocea și concureții din echipa mea le-ar putea aduce oamenilor aminte de asta.”  În primul lui sezon ca antrenor la Vocea României, Tudor Chirilă a câștigat concursul cu Tiberiu Albu,în al doilea sezon cu Cristina Bălan, iar in al treilea sezon cu Teodora Buciu, avand astfel 3 victorii consecutive ca antrenor, o premiera la Vocea României.

## Alte proiecte
Dincolo de cariera artistică, Tudor Chirilă a inițiat și a susținut diverse campanii sociale și proiecte culturale.

### Chirilă în licee
În 2009 Tudor Chirilă a inițiat un proiect de mentorship care s-a desfășurat sub forma unui turneu în 20 de licee din București sub sloganul “Descoperă ce-ți place”. În cadrul campaniei s-a întâlnit cu peste 5.000 de liceeni cărora le-a vorbit despre el, despre importanța descoperirii propriilor valori și talente din timp și despre cum le pot folosi în viitor. Proiectul a avut ca urmare un studiu realizat de psihologi și sociologi cu scopul de a arăta care sunt modelele aspiraționale ale liceenilor din București.

### Cruciada Culturii
În 2010 Tudor Chirilă a susținut “Cruciada Culturii”, o mișcare inițiată de Agenția de vise care se adresează tuturor celor ce își doresc ca arta să fie ridicată, din nou, la adevărata ei valoare. Unii dintre cei mai importanți artiști internaționali de muzică clasică - Sarah Chang, Joshua Bell, Sam Haywood, Lily și Misha Maisky, Cvartetul AdLibitum au susținut recitaluri la București la care au participat peste 3.000 de melomani.

### Premiile Ioan Chirilă
Premiile Ioan Chirilă au fost acordate începând cu anul 2005 celor mai buni jurnaliști de sport din România la inițiativa lui Tudor Chirilă și a Iarinei Demian, care și-au dorit ca în acest fel să țină vie memoria lui Ioan Chirilă. În cadrul proiectului, în fiecare an s-a desfășurat concursul “Talentul Anului” pentru amatori care își doreau să devină gazetari de sport. Recunoscute drept cele mai importante distincții ale jurnalismului sportiv românesc, Premiile “Ioan Chirilă” s-au acordat timp de 6 ediții, până în 2010, când proiectul a luat o pauză.

### Live pentru viață
Proiectul a fost un demers umanitar inițiat de Tudor Chirilă în 2005 cu scopul ajutorării sinistraților din zonele afectate de inundații. În cadrul unui concert-maraton care a durat aproximativ 8 ore s-au strâns peste 60 000 de euro.

### “Nu mă ignora”
În 2011, Tudor Chirilă a realizat scenariul și regia spoturilor din cadrul campaniei umanitare online “Nu mă ignora” dedicată copiilor bolnavi de cancer, demarată de Asociația "Salvează Vieți". Tudor Chirilă, alături de alte vedete românești precum Andreea Raicu, Cabral, Virgil Ianțu, Paula Herlo și Bogdan Dumitrache au ajutat la strângerea fondurilor necesare creării primului Centru de excelență în diagnosticarea și tratarea cancerului la copii, din România.